# Rue Firmin-Gillot
La rue Firmin-Gillot est une voie du 15e arrondissement de Paris, en France.

## Situation et accès

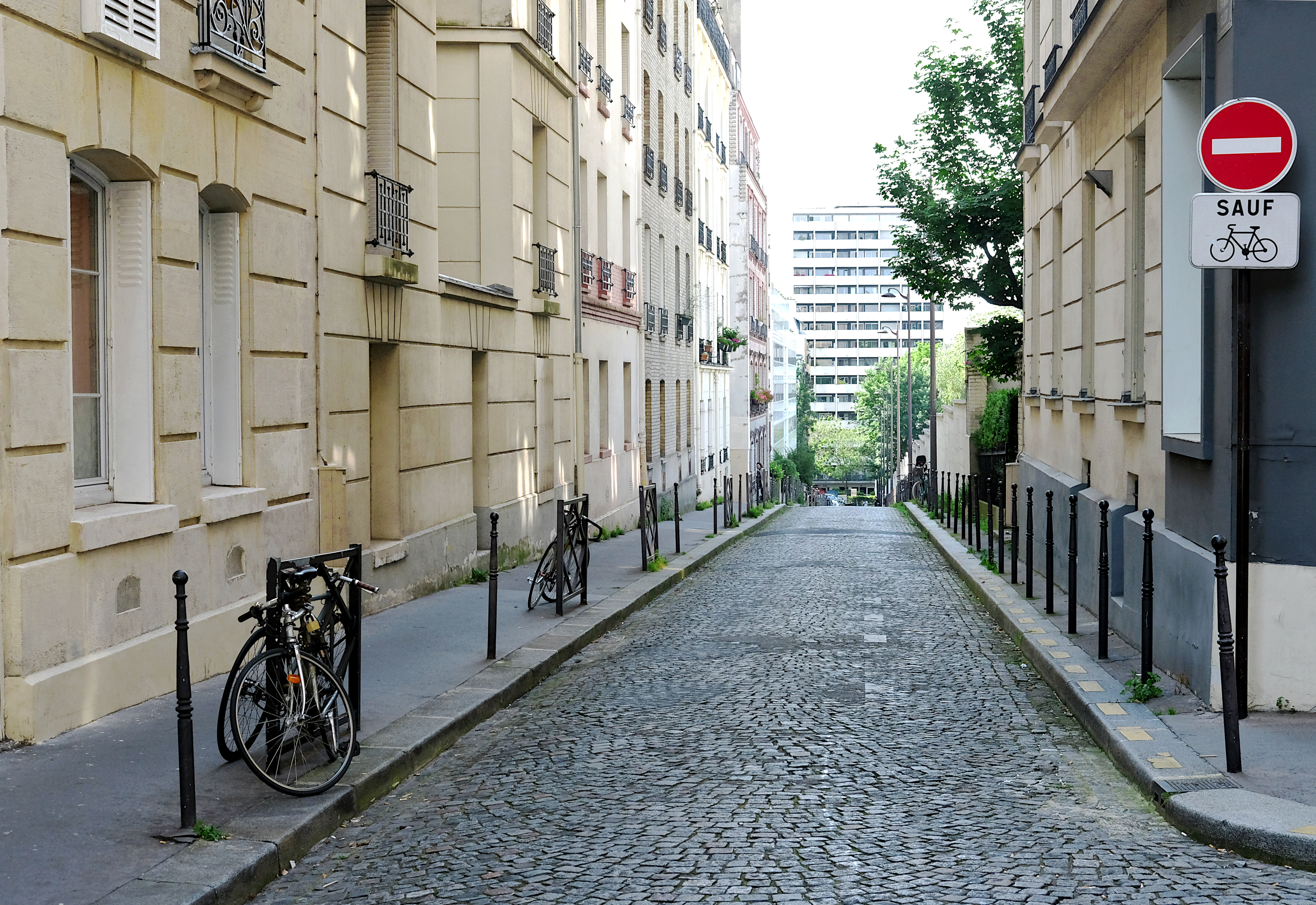
La rue vue depuis le boulevard Lefebvre.

La rue Firmin-Gillot est une voie publique située dans le 15e arrondissement de Paris à proximité de la porte de Versailles. Elle débute au 399, rue de Vaugirard et se termine au 51, boulevard Lefebvre.
La rue Firmin-Gillot est bordée sur presque toute sa longueur par six terrains de tennis du Club de tennis des Cheminots de Vaugirard (endroit insolite) (accès par le 399, rue de Vaugirard).

## Origine du nom
Elle porte le nom de l'imprimeur Firmin Gillot (1819-1872) qui eut le premier l'idée de transformer une planche lithographique en planche typographique et qui avait son atelier dans cette rue.

## Historique
Cette voie de l'ancienne commune de Vaugirard alors dénommée « rue Fondary » est classée dans la voirie parisienne par décret du 23 mai 1863 avant de prendre le nom de « rue de la Grotte ». En 1877, elle est indiquée sur les plans de Paris vers 1910.
En 1930, la partie comprise entre la rue Lefebvre et la rue Olivier-de-Serres est incorporée au boulevard Lefebvre.
Elle prend sa dénomination actuelle par un arrêté du 10 novembre 1950.
Dans cette partie de Paris, de nombreuses carrières d'où étaient extraits les moellons et le calcaire pour la construction des édifices parisiens, ont longtemps fait les régals des cataphyles. 
Fin 2016, François Fillon y installe son QG pour l'élection présidentielle de 2017 (déménageant du boulevard Saint-Germain).